# Isotrias buckwelli
Isotrias buckwelli är en fjärilsart som beskrevs av Lucas 1954. Isotrias buckwelli ingår i släktet Isotrias och familjen vecklare. Inga underarter finns listade i Catalogue of Life.